# 中間市保育園バス5歳児死亡事件
中間市保育園バス5歳児死亡事件（なかましほいくえんバスごさいじしぼうじけん）は、2021年（令和3年）7月29日に福岡県中間市の私立保育園「双葉保育園」の通園バスの車内に5歳児が置き去りにされ、熱中症が原因で死亡した事件。

## 事故発生
2021年7月29日午後5時20分頃、福岡県中間市の私立保育園の送迎バスの中で、5歳男児がぐったりとしているのを発見され、搬送先の病院で死亡が確認された。
福岡県警察折尾警察署は、司法解剖の結果、死亡推定時刻は午後1時頃とみられると発表した。

## 書類送検
2021年8月1日、県警捜査1課と折尾署は業務上過失致死容疑で捜索を行い、事故当時の園長ら4人を福岡地検小倉支部に書類送検した。また、福岡県と中間市も園に対し児童福祉法などに基づく特別監査を行った。

## 刑事裁判
2022年4月2日、事故当時の園長と園児を降車させる係だった保育士が業務上過失致死で在宅起訴された。2022年11月8日、福岡地方裁判所により当時の園長と保育士に対して有罪判決が下された。検察、弁護側双方が期限の22日までに控訴せず、判決が確定した。

## 民事裁判
2022年12月28日、男児の母親は、当時の園長と園を運営する社会福祉法人「新星会」を相手取り、計約5400万円の損害賠償を求める訴訟を福岡地方裁判所小倉支部に起こした。訴状で母親は、当時の園長にはバス内を十分に確認せずにドアを施錠した過失があり、新星会には使用者責任があるなどと主張している。
2023年8月9日、園側が賠償金を支払う内容で和解が成立した。